# Amore disperato/Da grande
Amore disperato/Da grande è un 45 giri della cantante italiana Nada, pubblicato nel 1983 dall'etichetta discografica EMI Italiana.
Il disco si posizionò in breve tempo alla quarta posizione dei singoli più venduti in Italia, con oltre trecentomila copie.

## Amore disperato
Amore disperato, scritto da Gerry Manzoli e Varo Venturi, ebbe un grande successo, diventando uno dei brani più famosi della cantante. Venne inserito nell'album Smalto e presentato al Festivalbar, diventando una delle hit di quell'estate, e ancora oggi considerata una delle canzoni più rappresentative degli anni 80.
Grazie a questo brano l'artista ottenne un prepotente ritorno in classifica, dopo alcuni anni di offuscamento e sperimentazioni musicali, tanto da farle conseguire la vittoria nell'ambito di varie popolari rassegne, tra cui Vota la voce come miglior cantante donna dell'anno, e Azzurro, assieme alla collega Alice.

### Cover
- Nel 1999 il gruppo Super B ha inciso una nuova versione del brano, inserita nel loro album di debutto.
- Nel 2000 i Prozac+ ne pubblicano una cover italopunk.
- Nel 2004 è stata pubblicata una cover italodance da parte del progetto Dogma feat. Fab.
- Nel 2012 una cover della canzone è stata pubblicata come singolo da Silvia Salemi (Pirames International).
- Durante il Festival di Sanremo 2016, Dolcenera ha eseguito una versione di Amore disperato totalmente ri-arrangiata in chiave dubstep, poi inclusa nell'album Le stelle non tremano.
- Nel 2021 Novelo utilizza come sample il ritornello nella canzone Sassofono blu proveniente dall'album Caro mostro.
- Durante il programma televisivo di Rai 2 Una pezza di Lundini del 22 giugno 2022 la cantante Ariete ne ha proposto una versione live.
- Nel 2023 il duo francese Videoclub ne fa un riarrangiamento, pubblicando il brano Alabama eseguito da Adèle Castillon.[4]

## Da grande
Da grande, scritto dagli stessi autori, era il lato B del disco, contenuto anch'esso nell'album dell'artista.

## Tracce
Lato A
1. Amore disperato – 4:01 (testo: Gerry Manzoli, Varo Venturi – musica: Varo Venturi)

Durata totale: 4:01
Lato B
1. Da grande – 3:10 (testo: Gerry Manzoli, Varo Venturi – musica: Varo Venturi)

Durata totale: 3:10

## Classifiche
| Classifica (1983) | Posizione massima |
| ----------------- | ----------------- |
| Italia            | 4                 |